# コナミ アーケード コレクション
『コナミ アーケード コレクション』はコナミデジタルエンタテインメントより2007年3月15日に発売されたニンテンドーDS用のソフト。

## 概要
コナミの1980年代のアーケードゲームを1本に収録したオムニバスソフト。DSワイヤレス通信に対応しているほか、プレイしたゲームの録画や再生、当時の基板やポスターの閲覧機能も搭載されている。オープニングには、バブルシステムの「モーニングミュージック」も流れる。
北米では『Konami Classics Series: Arcade Hits』のタイトルで発売されているが、一部の収録タイトル名が変更されている（ツインビーなど）。因みに、DS本体の言語設定を「日本語」以外にしてから始めると、日本国外仕様でプレイすることが出来る（「ショーリンズロード」などのタイトルが変わっている）。
「コナミ80'sアーケードギャラリー」や「コナミアーケードゲームコレクション」では不可能だった、画面モードを自由に変更することが出来る機能を本作では実現した（「Track and Field」「イー・アル・カンフー」「グリーンベレー」除く）。オリジナルが縦画面仕様のゲームは画面を90°回転させた形でオリジナルとほぼ同じ感覚でプレイでき、DSを2台用意すれば、ワイヤレス通信を利用してそれぞれを縦画面モニターとコントローラーとしてプレイする事も可能である。
なお、一部のBGM（「Track and Field」「グリーンベレー」のネームエントリーや、「サーカスチャーリー」のトランポリンステージの曲）は、版権曲を使用していた為か、JASRAC対策として若干アレンジされている。

## 収録作品
☆のゲームは家庭用初移植。
- スクランブル:1981年
- タイムパイロット:1982年
- ツタンカーム:1982年 ☆
- プーヤン:1982年
- Track And Field:1983年

ハイパーオリンピックの日本国外版タイトル。このため、資料室にあるチラシも国外版になっている。
- ロックンロープ:1983年
- サーカスチャーリー:1984年
- スーパーバスケットボール:1984年 ☆
- ロードファイター:1984年
- イー・アル・カンフー:1985年
- グラディウス:1985年

他の横画面作品の中で唯一画面の比率変更が可能。
- グリーンベレー:1985年
- ショーリンズロード（少林寺への道）:1985年
- ツインビー:1985年
- 魂斗羅:1987年